# Les Heures - Épisode 2: Le Matin, le jour
Les Heures - Épisode 2: Le Matin, le jour è un cortometraggio muto del 1909 diretto da Louis Feuillade.
Secondo di quattro episodi, Les Heures, dedicati alle diverse ore di una giornata.

## Les Heures
- Les Heures - Épisode 1: L'Aube, l'aurore (1909)
- Les Heures - Épisode 2: Le Matin, le jour (1909)
- Les Heures - Épisode 3: Midi, la vesprée, le crépuscule (1909)
- Les Heures - Épisode 4: Le Soir, la nuit (1909)

## Produzione
Il film fu prodotto dalla Société des Etablissements L. Gaumont

## Distribuzione
Distribuito dalla Société des Etablissements L. Gaumont, uscì nelle sale cinematografiche francesi nel febbraio 1909 (conosciuto anche con il titolo Les Heures : le matin, le jour).